# Toivo Koljonen
Toivo Harald Koljonen, född 12 december 1910 i Lahtis, Finland, död 21 oktober 1943 i S:t Marie, Finland (avrättad), var en finländsk brottsling som den 17 mars 1943 mördade sex personer i Vittis kommun i Finland. Före morden hade han rymt från Vittis reservfängelse, där han satt för att avtjäna ett fyra års och tio månaders fängelsestraff för ett skjutvapenbrott och flera stölder. I september 1938 hade han även dömts för misshandel.
Efter morden dömdes Koljonen till döden. Han avrättades den 21 oktober 1943 i S:t Marie, idag en del av Åbo stad. Koljonen var den sista finländska personen som avrättats för ett civilt brott.